# Museo geologico Giovanni Capellini
Il museo geologico Giovanni-Capellini, noto anche come «museo di geologia», si trova nella zona universitaria di via Zamboni, vicino a Porta San Donato, a Bologna.
Legato al Dipartimento di scienze biologiche, geologiche e ambientali, il museo è uno dei musei scientifici del Sistema museale di ateneo (SMA) dell'Università di Bologna.
Le museo porta il nome di Giovanni Capellini, primo professore di geologia dell’Università di Bologna e promotore del museo. Con l'aiuto di Luigi Pigorini, Capellini organizzò nel 1881 la prima «Esposizione italiana di antropologia e di archeologia preistoriche»).

## Storia

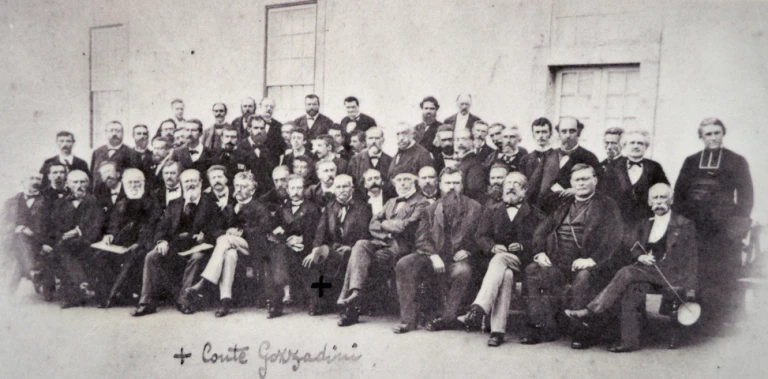
Secondo congresso geologico internazionale: i partecipanti riuniti intorno a Capellini (sesto da sinistra in prima fila, seduto).

Il museo geologico dell'Alma Mater Studiorum è uno dei primo musei geologici fondati in Europa. È stato fondato da Giovanni Capellini nel 1860, con il nome di « Museo geologico e paleontologico » partendo dalla collezione dell'antico museo di storia naturale. 
Il museo apre ufficialmente le sue porte al pubblico nel 1881, in occasione del «II congresso internazionale di geologia», congresso che attira scienziati di tutte le provenienze e che lascia un'impronta, al momento della definizione e dell'aggiornamento delle procedure generali e della terminologia della geologia.
. Fu lì, al museo, che venne fondata la Società Geologica Italiana.
A testimonianza della fama dell'università e della composizione della collezione, simile a una gabinetto delle curiosità, la visita al museo è consigliata nelle guide bolognesi di inizio Novecento.
Dopo una chiusura di qualche anno per motivi di restauro, il museo è stato riaperto nel 2003
, per accogliere nel 2004 il «32° congresso 
internazionale di geologia».
Nel 2022, per celebrare il cinquecentenario della nascita del naturalista Ulisse Aldrovandi e il centenario della morte di Giovanni Capellini, viene organizzata una mostra temporanea dedicata alle collezioni storiche dei musei universitari.
Nel 2024 è stata inaugurata al piano terra una nuova esposizione permanente dedicata alla paleontologia.

## Collezione

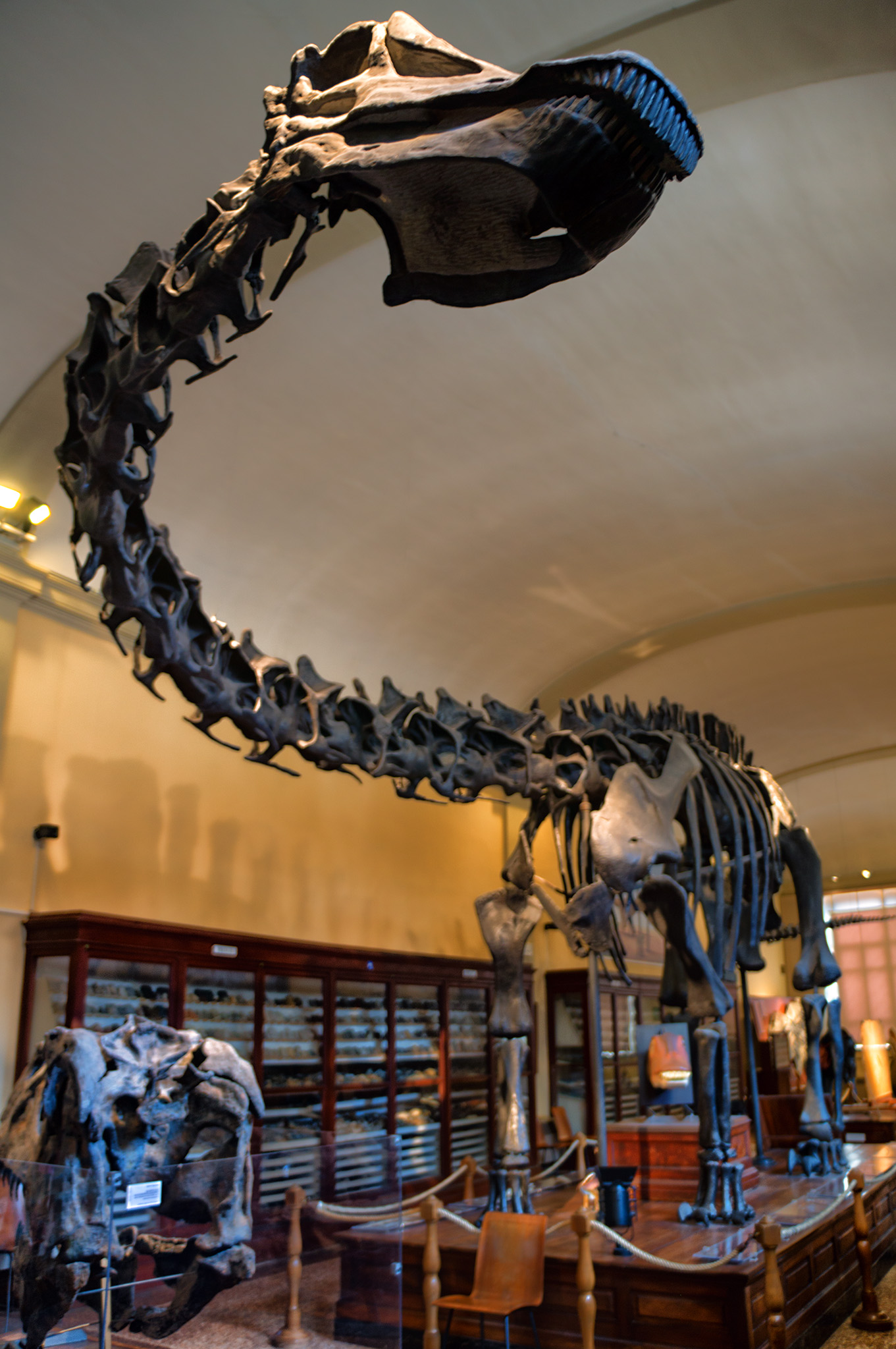
Diplodocus carnegii.

Con un arredamento del XIX secolo, praticamente immutato dalla sua apertura, il museo ospita collezioni di geologia e di paleontologia di grande interesse. 30 000 pezzi sono stati commissionati e donati dallo stesso Giovanni Capellini.
A seguito della riorganizzazione del Museo di Storia Naturale e della ricatalogazione dei suoi reperti, parte delle collezioni storiche di Marsili, Aldrovandi e Monti sono state trasferite al Museo Geologico.
Nella collezione sono presenti minerali e rocce, diorami, modelli e plastici, scheletri, reliquie e autografi, e soprattutto una delle più grandi collezioni di fossili d'Italia, comprendente oltre un milione di esemplari di invertebrati, vertebrati e piante che testimoniano più di cinquecento anni di attività didattica e di ricerca scientifica
Per questo motivo il museo geologico di Bologna è considerato uno dei musei paleontologici più importanti d'Italia.
Tra i reperti esposti si segnalano le balene del Pliocene, la ricca collezione di pesci dell'eocene provenienti dal sito fossilifero di Monte Bolca e gli scheletri di proboscidati, come quello di Anancus arvernensis.
Al centro della sala dedicata al mesozoico troviamo il Calco dello scheletro di Diplodocus carnegii, lungo 27 metri e alto 4, unico esemplare esposto in Italia dal 1909.
Nella stessa sala è conservato anche un calco in fibra di vetro del cranio di un Torvosaurus tanneri rinvenuto nella Formazione Morrison, Colorado, risalente al giurassico superiore,.
Una parte dell'esposizione permanente è dedicata alla micropaleontologia.

## Galleria d'immagini

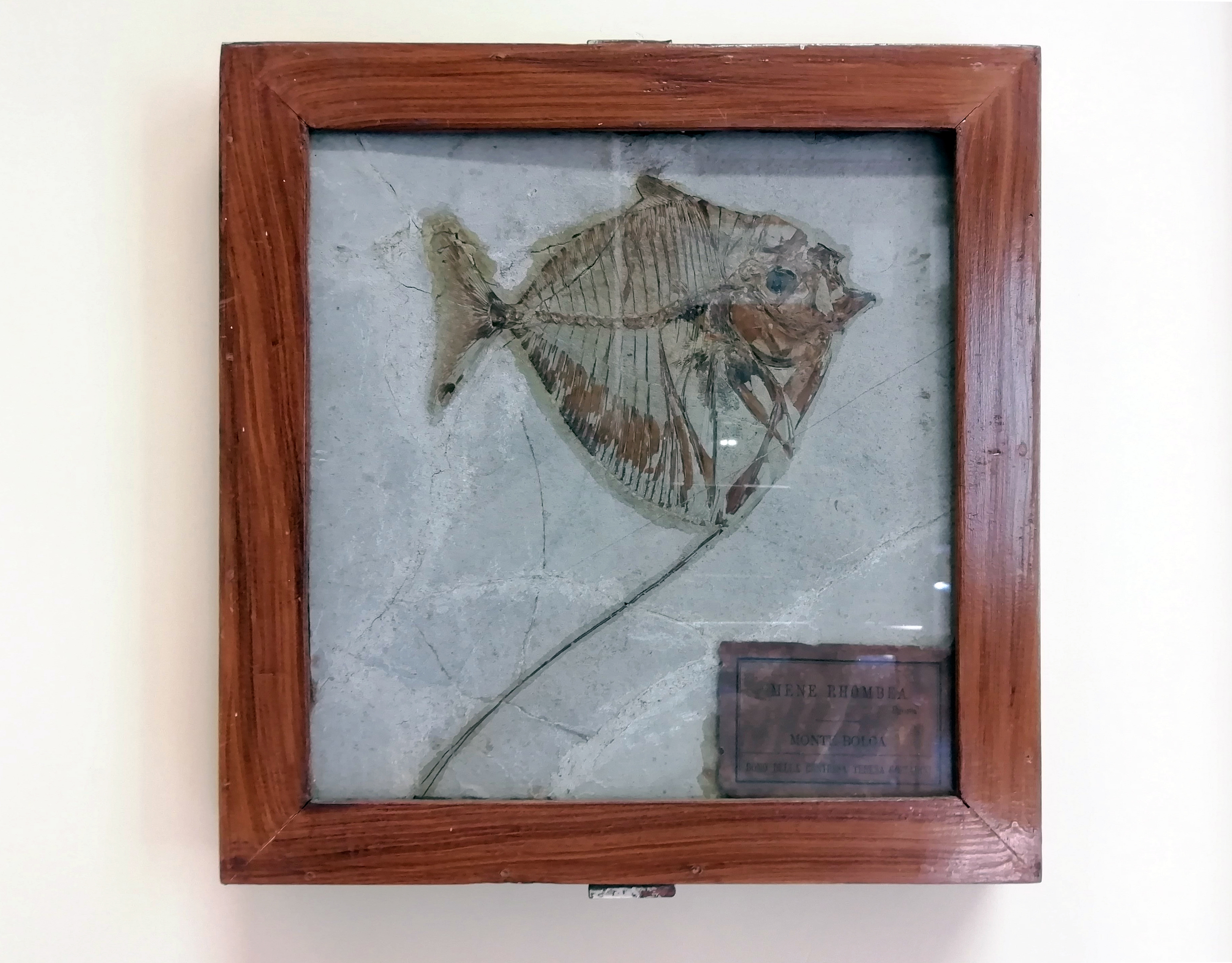
Fossile di Mene rhombea, specie estinta di pesce, proveniente da Monte Bolca.
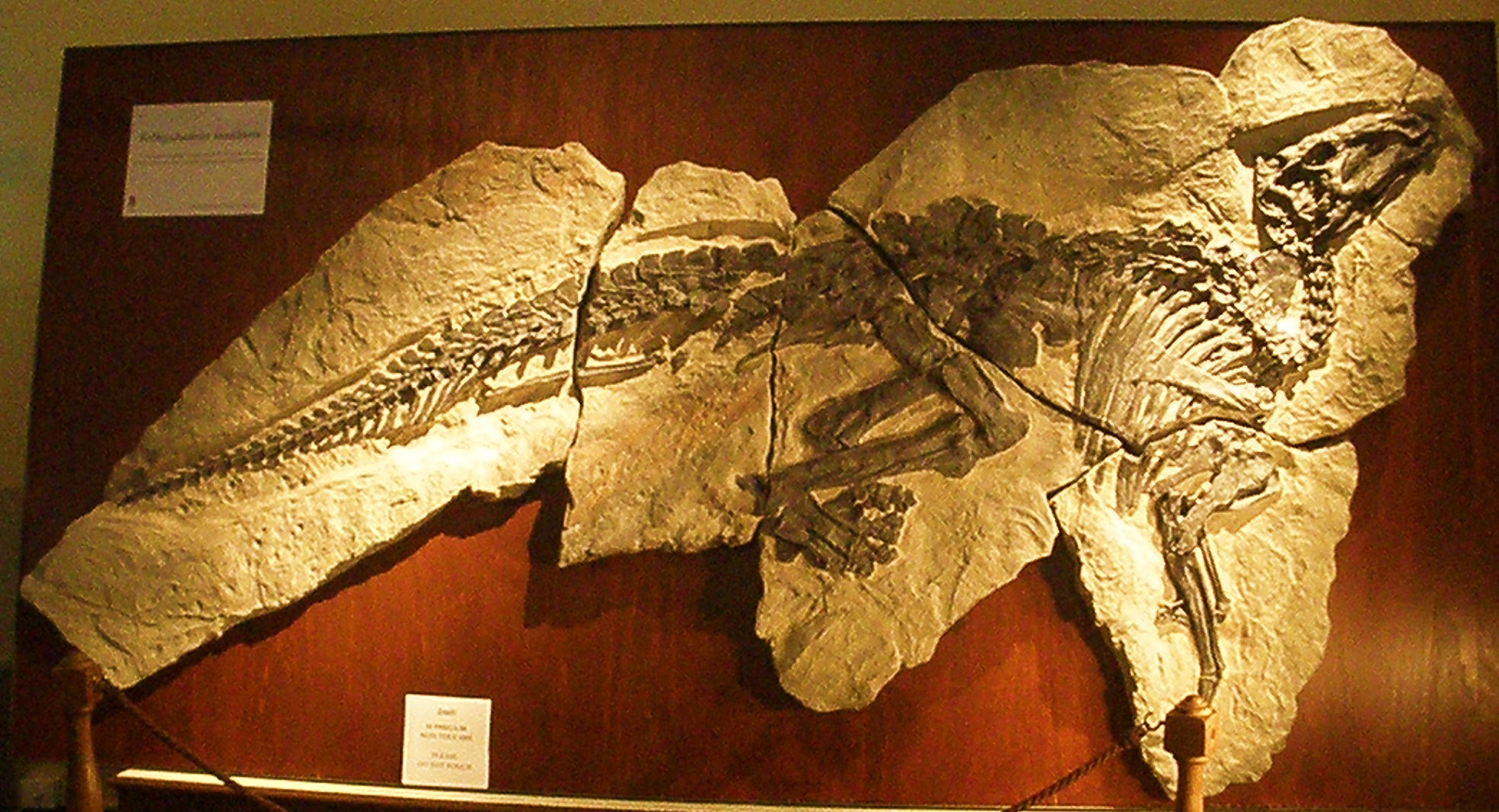
Fossile di Tethyshadros insularis, specie estinta di dinosauri erbivori ornitopodi
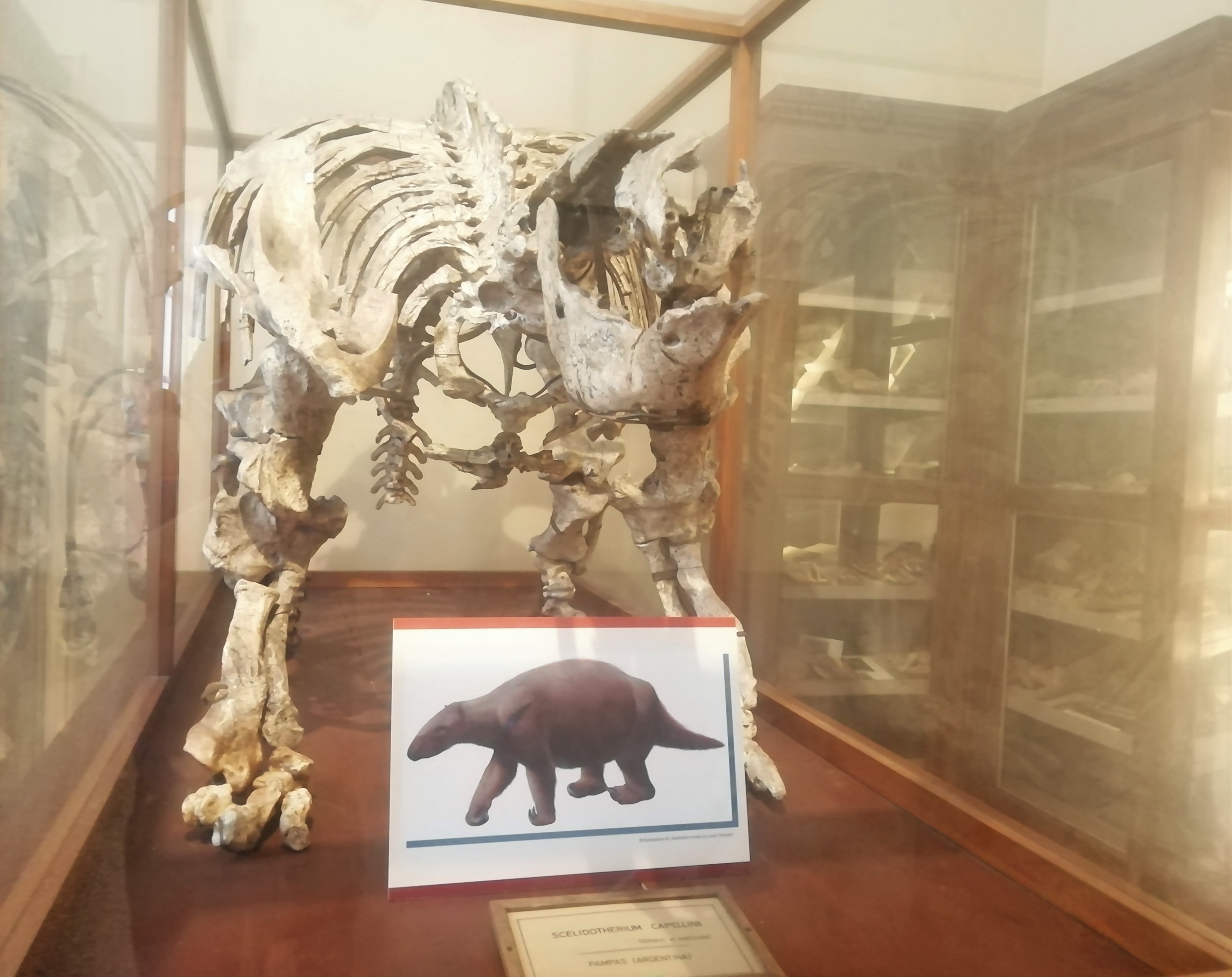
Scheletro di Scelidotherium capellinii, una specie di bradipi terrestri, trovato in Argentina.
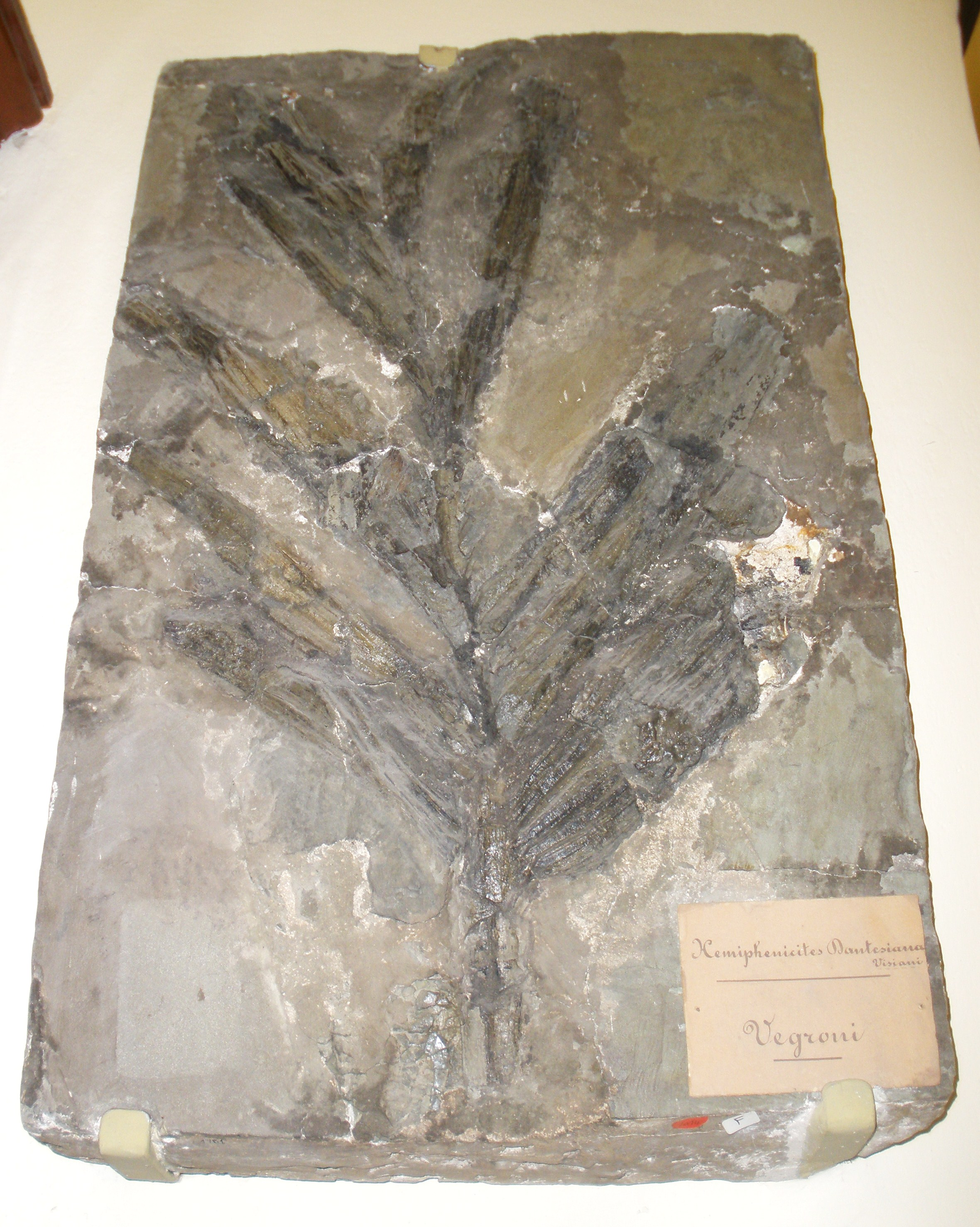
Fossile de Hemiphoenicites dantesiana, una palma scomparsa.
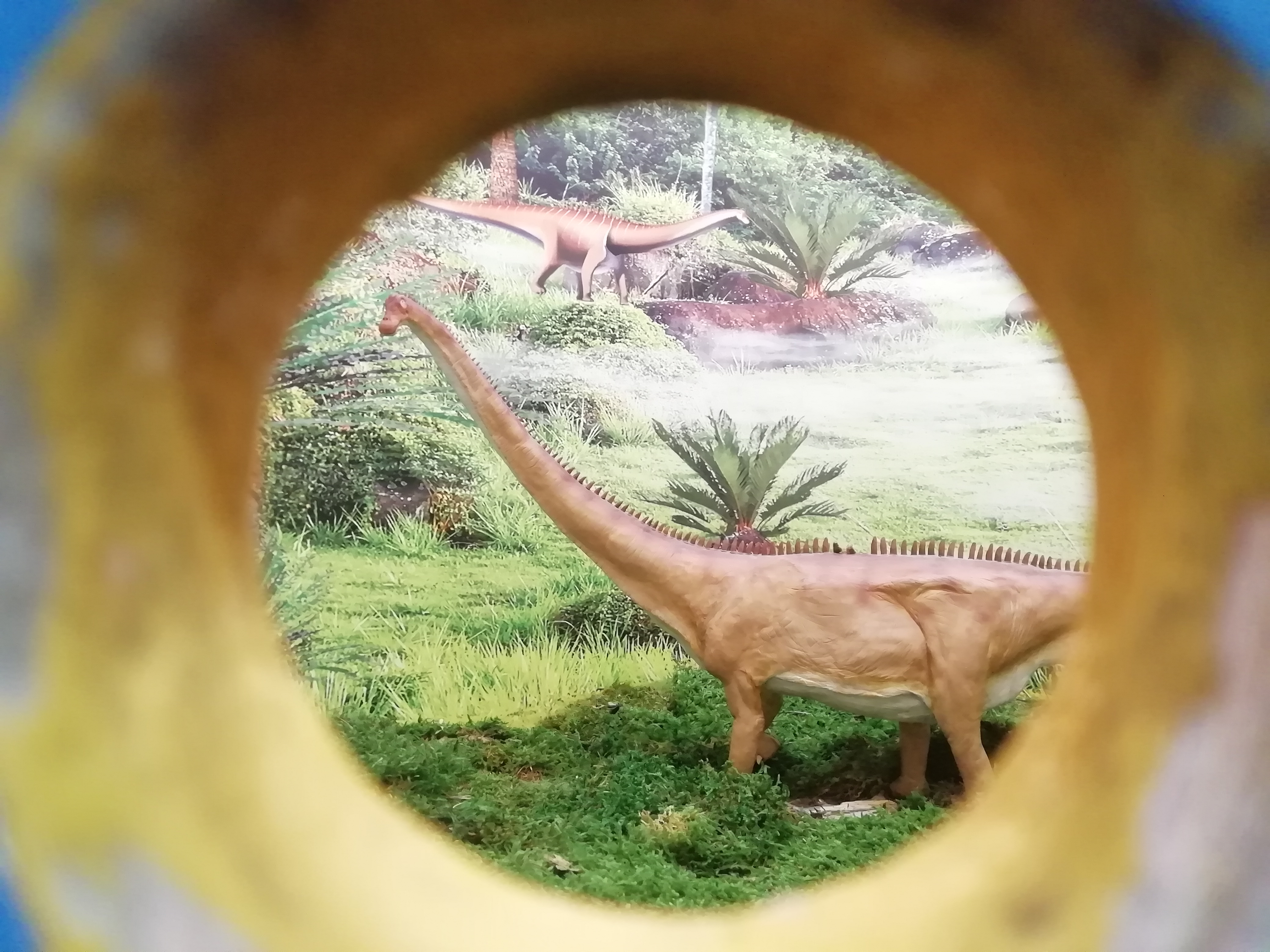
Diorama di Diplodocus carnegii, dinosauro "mascotte" del museo.
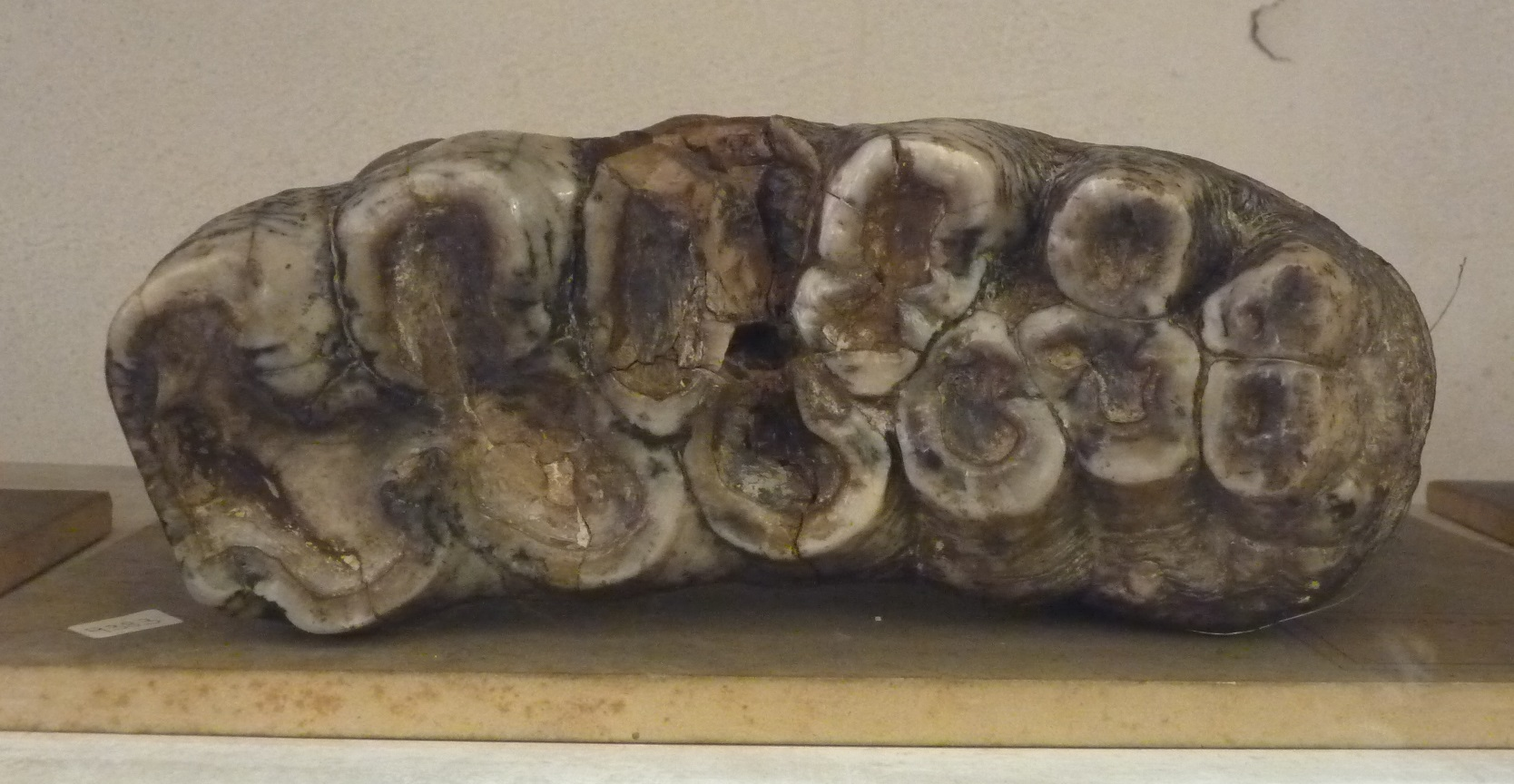
Dente di Anancus arvernensis, un proboscidato estinto.

## Architettura
L'edificio che attualmente ospita il museo risale agli inizi del XX secolo. In stile eclettico, presenta una facciata decorata, ispirata allo stile palladiano.
È proprietà del demanio, cioè dello Stato.